# 新福宫 (罗源县)
新福宫，是位于福建省福州市罗源县中房镇沙坂村的一个清代古建筑，1986年入选第二批罗源县文物保护单位。
新福宫始建于清朝，民国13年（1924年）重修正殿，并添建了两侧廊庑，总面积468平方米，建筑物包括宫门、两庑、戏台、正殿。戏台雕刻精细，彩绘鲜艳，有一定的观赏价值。